# Ebersbach-Musbach
Ebersbach-Musbach est une commune de Bade-Wurtemberg (Allemagne), située dans l'arrondissement de Ravensbourg, dans la région Bodensee-Oberschwaben, dans le district de Tübingen.

## Personnalités liées à la commune
- Franz Weiss (1887-1974), homme politique allemand né à Ebersbach-Musbach;